# Berbeo

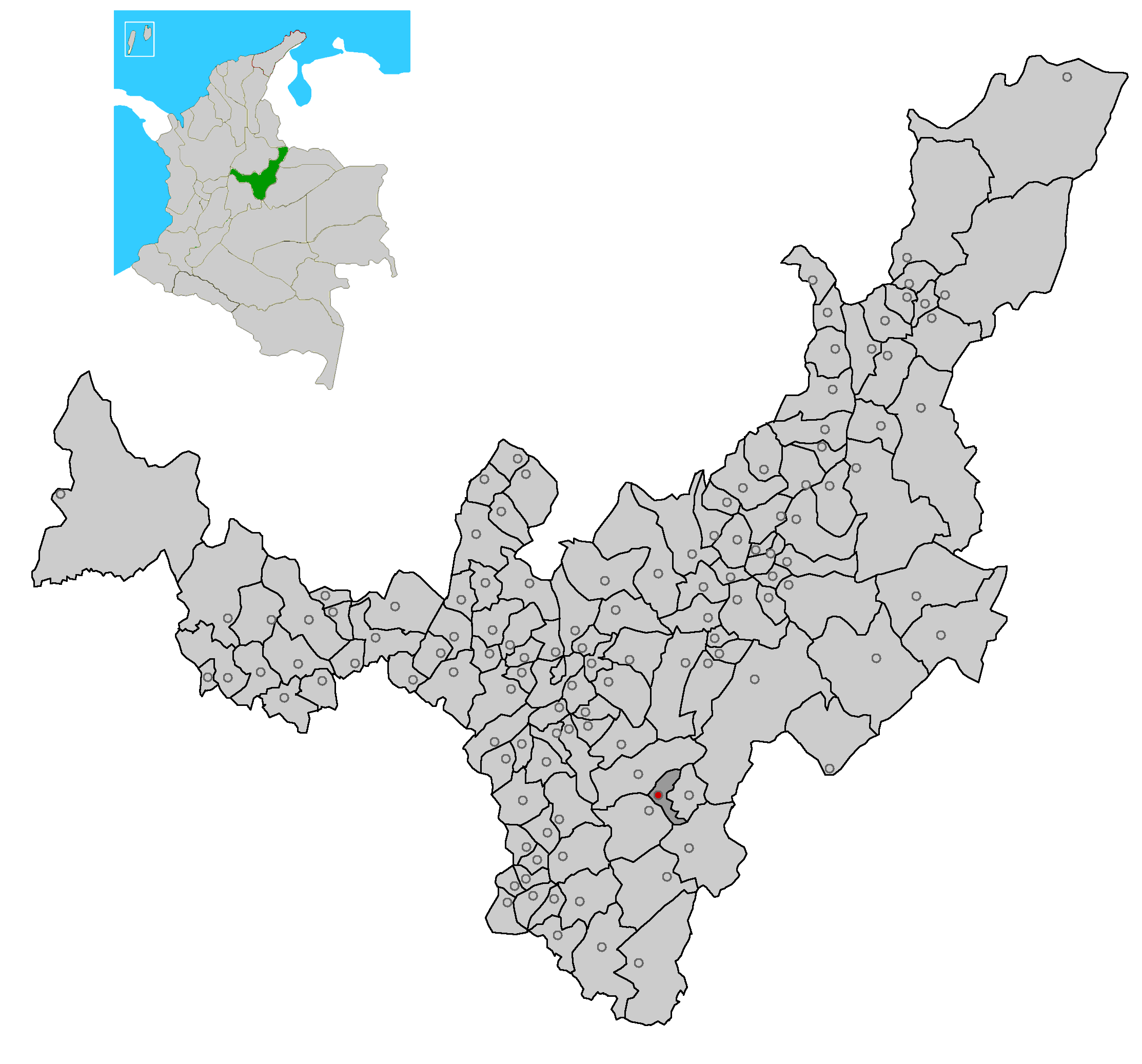
Localização de Berbeo no departamento de Boyacá.

Berbeo é um município no departamento de Boyacá, na Colômbia.